# Oroya
Oroya es un género de cactus  perteneciente a la familia Cactaceae, nativos del Perú. Son plantas de cuerpo solitario y forma globosa con flores amarillas o matizadas de rosa y rojo. Comprende 9 especies descritas y de estas, solo 3 aceptadas.

## Descripción
Es un pequeño género de plantas que se encuentra en las montañas de los Andes en el Perú. Las especies cuentan con muchas costillas que se rematan con espinas pectiniformes generalmente densas en forma de barril. Las espinas generalmente son brillantes de color marrón amarillento o rojizo que crea una apariencia llamativa inesperada. Los tallos son solitarios y no es muy grande, alcanza 32 cm  de alto y 22 cm de diámetro. Las flores nacen en la parte superior, a menudo en un anillo y apuntan hacia arriba. Son de color amarillo brillante o de color rosa brillante / rojo. Las flores son relativamente pequeñas. Las frutas son pequeñas, redondeadas y carnosas.  

## Taxonomía

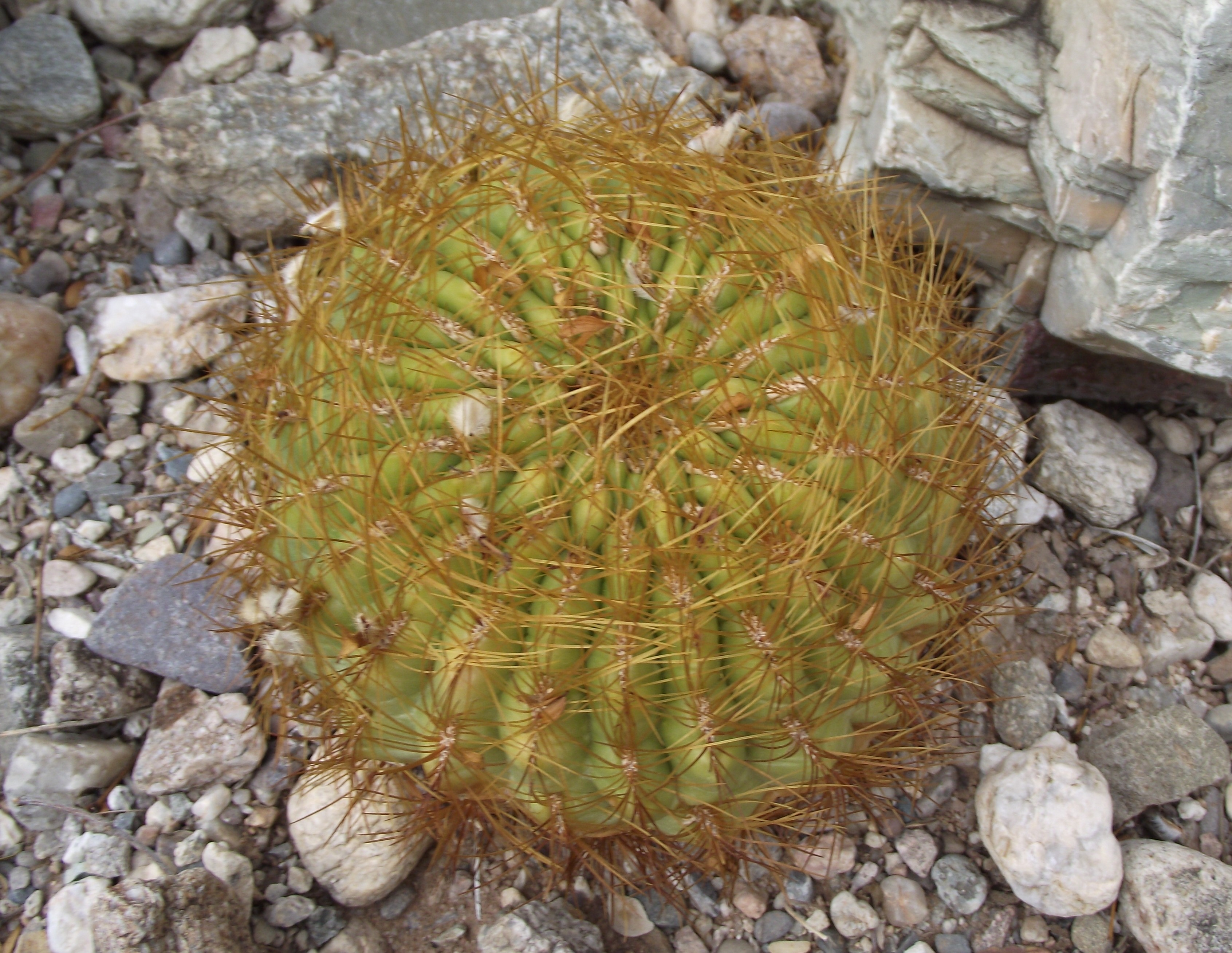
Oroya borchersii en el Jardín Botánico de Tucson. Arizona.

El género fue descrito por Britton & Rose y publicado en The Cactaceae; descriptions and illustrations of plants of the cactus family 3: 102. 1922. La especie tipo es: Oroya peruviana (K. Schum.) Britton & Rose 
Etimología
Oroya: nombre genérico que se refiere a la ciudad de La Oroya, en Perú, que está cerca del lugar donde se descubrieron las primeras plantas.

## Especies aceptadas
A continuación se brinda un listado de las especies del género Oroya aceptadas hasta abril de 2015, ordenadas alfabéticamente. Para cada una se indica el nombre binomial seguido del autor, abreviado según las convenciones y usos.	
- Oroya baumannii Knize
- Oroya borchersii (Boed.) Backeb.
- Oroya peruviana (K. Schum.) Britton & Rose